# El Carrao de Palmarito
Juan de los Santos Contreras (Palmarito, Estado Apure, Venezuela, 7 de abril de 1928 - Barinas, Estado Barinas, Venezuela, 10 de diciembre de 2002), más conocido por su apodo artístico El Carrao de Palmarito, fue un cantautor y compositor de joropo, intérprete de la leyenda llanera y merecedor en 1998 del Premio Nacional de Cultura Popular, también conocido como El Clarín de la Llanura. Su esencia y su alma viven en los pasajes que entonó al suelo llanero, que retumban y dibujan con orgullo la recia faena del campo. Su gusto por lo recio lo llevó a interpretar los tonos agudos del «diablo» en la fábula de Fausto y Mefistófeles, recreada en la literatura como Florentino y el diablo, pieza que lo consagró junto a otro baluarte de la música venezolana, la otra voz del contrapunteo llanero, la de José Romero Bello.

## Biografía
El Carrao de Palmarito nació en el barrio La Tejería, a la margen derecha de las orillas del Río Apure, cerca de la desembocadura del caño Bocachico. Hijo de Juan de Mata Laguna y Carmen Cecilia Contreras, padres de escasos recursos económicos. Su abuela, Margarita Laguna, al referirse al nacimiento del Carrao en un documental realizado por John Petrizzelli, recordó: «me dijeron que es varón, pero feo y contesté: Y qué quiere que le diga si yo también soy fea».
Juan de los Santos era moreno, de mediana estatura, buena contextura, católico y fiel devoto de la Virgen del Carmen. Fue criado en medio de la rusticidad del llano junto con sus catorce hermanos, de los cuales dos fueron aficionados al canto: Manuel (El Cuquero) y Antonio. A los diez años se le vio sus dotes de cantador de joropo, pasajes y contrapunteos. Durante los 25 años que vivió en Palmarito fue becerrero, ordeñador, llanero de caballo y de a pie, pescador, entre otros.
Su primera actuación como cantante la realiza en Radio Barinas, en el programa Fiesta Criolla. Aquí adquiere su nombre artístico, El Carrao de Palmarito, el cual es propuesto por Luis Eduardo Camejo, locutor de la emisora
Fijó su residencia en la ciudad de Barinas en 1955. Allí se relaciona con varios grupos criollos y arpistas. Cantó en vivo en varias emisoras regionales como Radio Barina, Ecos del Torbes y La Voz del Táchira (en la actualidad Radio Táchira) Luego se estableció en Caracas y siguió actuando en distintas emisoras.
Su primera actuación como cantante la realiza en Radio Barinas, en el programa Fiesta Criolla. Aquí adquiere su nombre artístico, El Carrao de Palmarito, el cual es propuesto por Luis Eduardo Camejo, locutor de la emisora
En 1965 fue bautizado como El Carrao de Palmarito por el parecido de su voz con el canto del ave; una voz recia, inimitable, clara, nítida, un regalo de la naturaleza.

### Trayectoria
Entre sus éxitos cuentan: Aquella mujer que amé, Cajón del Arauca apureño, Plegaria llanera, Dulce María, Llanura yo soy tu hijo, El morrocoy de doña Carmen, Caminito de Arichuna, Recorriendo Barinas, Los martirios del Carrao y, Florentino y el Diablo, basado en el poema de la leyenda del mismo nombre del poeta barinés Alberto Arvelo Torrealba. Con esta interpretación el artista llegó a la cumbre de su carrera obteniendo el calificativo de máximo intérprete de la música llanera.
Tiene en su haber más de 120 placas, diez trofeos, cuarenta diplomas, quince medallas de oro, plata y bronce. En 1976 las gobernaciones de los estados Apure y Portuguesa le rindieron homenaje haciendo entrega de un busto del artista, el cual fue colocado en la plaza de la población de Palmarito, en un acto especial la Embajada de Venezuela en Jamaica también le ofreció un homenaje por sus méritos como artistas, en el  Municipio Pedraza del Estado Barinas se le otorga un reconocimiento en la Gestión del Alcalde Frenchy Díaz con la creación del Parque Ferial el cual lleva por Nombre Parque ferial Juan de los Santos Contreras El Carrao del Palmarito
El Carrao de Palmarito representó al país en varios eventos internacionales. Entre otras actividades vale la pena mencionar su participación en la película Más allá del Orinoco, al lado del reconocido artista mexicano, Javier Solís, así como también tuvo una actuación especial en Agua y sangre, producción venezolana, junto al actor Carlos Olivier.

### Fallecimiento
Aun cuando el Carrao no pudo seguir ejecutando su destreza con el cuatro y la bandola por una infección que le hizo perder dos dedos, le quedó el don de su canto hasta el día de su desaparición física, el 10 de diciembre de 2002 en la población de Barinas.

### Origen del Nombre Artístico
El Ave Llanera conocida como el Carrao, de color marrón y cuello largo de manchas blancas, es la viva representación de la sabana, el charco, el estero, el caño, la laguna y de todos los elementos que integran la planicie.

## Discografía
Las producciones discográficas del carrao de Palmarito son las siguientes
- Llanura... Aquí Están Tus Hijos
- Guayana Esequiba - El Carrao de Palmarito con El Conjunto de Joseito Romero
- Fantasías Del Bajo Apure - El Carrao de Palmarito, Joseito Romero.
- Llanura Aquí Están Tus Hijos - Vol 2  - El Carrao de Palmarito y Nelson Morales
- Llanero Cruza Caminos - El Carrao de Palmarito y Los Llaneros Del Oeste de José Romero
- Florentino y el diablo - El Carrao de Palmarito, El Indio Figueredo y José Romero Bello
- Con Los Llaneros Del Oeste - El Carrao de Palmarito y Los Llaneros Del Oeste (1968)
- Sigue Viajando Mi Verso El Carrao de Palmarito, Joseito Romero  (1976)
- Contrapunteando -El Carrao de Palmarito Y Ramon Blanco(1987)
- Venezuela, Arpa, Cuatro Y Maracas (2000)

## Temas Destacados
- A Orillas del Río Apure
- Apure Lindo
- Aquella Mujer que Amé
- Canoero del Río Meta
- Cajón de Arauca Apureño
- Chaparralito Llanero (En dos versiones)
- Contrapunteo Llanero
- Cuando te Fuiste del Llano
- El Gabán Vagabundo
- El Muerto Vivo
- El Sapo Tuyero
- Florentino y el Diablo (A dúo con José Romero Bello)
- Furia (En cuatro versiones) [9]
- Llanero Siente y Lamenta
- Llanura yo soy tu Hijo
- Lucerito Llanero
- Luz de Ausencia
- Más Allá del Matiyure
- Me lo Contó Pedro Alcides
- Mi Lindo Llano Apureño
- Otilia
- Parodia del Sentimiento
- Plegaria Llanera
- Pregúntele a la Distancia
- Sabanas de Cunaviche (En dos versiones)
- Sin ella no vivo